# Roman Czarnecki
Roman Czarnecki (zm. 9 maja 2016) – polski zootechnik, profesor zwyczajny, kierownik Katedry Hodowli Trzody Chlewnej Wydziału Biotechnologii i Hodowli Zwierząt Akademii Rolniczej w Szczecinie.

## Życiorys
Był pracownikiem naukowym w Katedrze Hodowli Trzody Chlewnej na Wydziale Biotechnologii i Hodowli Zwierząt Zachodniopomorskiego Uniwersytetu Technologicznego w Szczecinie, a także członkiem Komitetu Nauk Zootechnicznych PAN.

## Odznaczenia i wyróżnienia
- Nagroda Ministra Edukacji Narodowej[1]
- Medal Komisji Edukacji Narodowej[1]
- Krzyż Kawalerski Orderu Odrodzenia Polski[1]
- Złoty Krzyż Zasługi[1]
- Srebrny Krzyż Zasługi[1]